# Lee Baxter (Fußballspieler)
Lee Baxter (* 17. Juni 1976 in Helsingborg) ist ein schwedischer Fußballtrainer britischer Abstammung und ehemaliger Torhüter. Der Sohn des ehemaligen finnischen Nationaltrainers Stuart Baxter arbeitet mittlerweile als Torwarttrainer.

## Werdegang
Baxter spielte in seiner Jugend hauptsächlich bei den Vereinen, die von seinem Vater betreut wurden. 1990 wechselte er zur Jugendabteilung von Blackburn Rovers, ehe er 1992 nach Schweden zu BK Astrio zurückkehrte. 1993 folgte er seinem Vater zunächst zu Sanfrecce Hiroshima und 1994 zu Vissel Kobe.
1997 kehrte Baxter nach Europa zurück und ging zu den Glasgow Rangers nach Schottland. Am Ende des Jahres ging er wieder nach Schweden und heuerte bei AIK an, wo sein Vater Trainer war. Dort hatten mit Magnus Hedman, Anders Almgren und Claes Green alle drei Torhüter den Klub verlassen. Daher kam es zum Zweikampf mit dem ebenfalls neu verpflichteten Mattias Asper um den Platz zwischen den Pfosten. Zunächst konnte sich Baxter durchsetzen, musste aber nach einer schwachen Leistung bei der 0:2-Niederlage gegen IFK Norrköping am siebten Spieltag der Spielzeit 1998 Asper den Vortritt lassen. Erst als im Sommer 2000 Asper den Klub verließ, kam er zu einem weiteren Einsatz in der ersten Liga. Anschließend musste er jedoch dem neu verpflichteten Daniel Andersson Platz machen.
Nach Ende der Spielzeit ging Baxter zum Ligarivalen Malmö FF. Hinter dem MFF-Urgestein Jonnie Fedel blieb ihm jedoch nur der Platz auf der Ersatzbank. In der Spielzeit 2002 kam es zum Wiedersehen mit Asper, der von MFF verpflichtet wurde und hinter dem Baxter Ersatzmann blieb. Im Sommer 2003 wurde er daher nach England an Sheffield United ausgeliehen, wo er aber auch nur Ersatzmann war.
Nach einem Jahr kehrte Baxter nach Schweden zurück. Dort unterschrieb er einen Vertrag bei IFK Göteborg, wurde aber an Bodens BK in die Superettan verliehen. Nach guten Leistungen in der zweiten Liga wurde er 2005 abermals von Malmö FF verpflichtet, kam aber dort nicht zum Einsatz. Daher verließ er den Klub nach nur einem Jahr und wechselte zum Zweitligisten Landskrona BoIS. In seinem ersten Jahr beim neuen Arbeitgeber verpasste er nur ein Saisonspiel, bis Sommer 2007 kam er noch zwölfmal in der Liga zum Einsatz.
Ab Sommer 2007 stand Baxter als Torwarttrainer bei AIK unter Vertrag und nebenher Trainer Rikard Norling respektive dessen Nachfolger Mikael Stahre als Ersatztorhüter zur Verfügung, kam aber bis zum endgültigen Karriereende 2012 unter anderem in der Meistersaison 2009 nicht mehr zum Einsatz. Als sein Vater im Sommer 2015 Cheftrainer beim türkischen Klub Gençlerbirliği Ankara wechselte er in dessen Trainerteam, gemeinsam wurden sie bereits im September wieder entlassen. Im Februar 2016 kam es zur erneuten Zusammenarbeit mit dem Vater, als der südafrikanische Klub SuperSport United ihn kurz nach dem Vater als Torwarttrainer verpflichtete. Im Sommer kam es jedoch zur Trennung, als der Sohn nach Europa zurückkehrte und sich dem dänischen Klub Aarhus GF anschloss. Im Januar 2018 beendete er die Zusammenarbeit aus familiären Gründen. Fortan arbeitete er für die Kaizer Chiefs in Südafrika. Im Januar 2020 wurde sein Arbeitsvertrag um zwei Jahre verlängert. Auch in der Folge wurde seine Arbeit gelobt, insbesondere als die Mannschaft – mittlerweile war der Vater auch als Cheftrainer verpflichtet worden – in der CAF Champions League 2020/21 in elf der 14 Spiele auf dem Weg ins Endspiel ohne Gegentreffer blieb. Nach einer Roten Karte für Happy Mashiane in der Nachspielzeit der ersten Halbzeit lange Zeit in Unterzahl spielend setzte sich dort der ägyptische Vertreter und Titelverteidiger al Ahly SC unter dem südafrikanischen Trainer Pitso Mosimane durch Treffer von Mohamed Sherif, Mohamed Magdy und Amr El Solia in der zweiten Spielhälfte deutlich mit 3:0 durch. Im April verpflichtete der Klub mit Ex-Torhüter Aubrey Mathibe einen Nachfolger für die Zeit nach Auslaufen von Baxters Vertrag im Juni 2022.